# Franco Ambrosio
Francesco Vittorio Ambrosio, meglio noto come Franco Ambrosio (Ottaviano, 18 settembre 1932 – Napoli, 15 aprile 2009) è stato un imprenditore italiano.

## Biografia
Nato nella frazione di San Gennarello, nel 1960 - a 28 anni - fonda a Napoli l'Italgrani, una ditta di import-export di cereali, la cui prima sede fu in via Gianturco 15; l'impresa sarà segnata dal successo: nel 1970 nasce la holding Ambrosio con 450 miliardi di fatturato e nel 1980 il bilancio di Italgrani supera i mille miliardi, tanto che Ambrosio sarà soprannominato "il re del grano". Nel 1985 il gruppo Italgrani riuscì ad ottenere la supremazia sul mercato statunitense della semola di grano duro ed il 2 giugno 1989 Franco Ambrosio venne nominato cavaliere del Lavoro ma negli anni seguenti, il gruppo, che era cresciuto fino a raggiungere un fatturato consolidato di circa 2500 miliardi di lire nel 1993 rimase notevolmente esposto nei confronti di alcuni clienti, subendo peraltro gli effetti negativi di alcuni investimenti immobiliari non fortunati. Successivamente, nel 1999 Italgrani venne dichiarata fallita. 
La mattina del 15 aprile 2009 i corpi senza vita di Franco Ambrosio e della moglie Giovanna Sacco furono ritrovati nella loro villa sita in via Discesa Gaiola a Posillipo: visti i furti subiti nell'abitazione e il soqquadro che essa presentava, gli inquirenti pensarono subito a una rapita finita male, ipotesi poi confermata il giorno dopo dall'arresto di tre immigrati rumeni - uno dei quali aveva lavorato come loro giardiniere - con l'accusa di furto e omicidio.
I coniugi Ambrosio, dopo i funerali, sono stati sepolti nel cimitero comunale di San Giuseppe Vesuviano-Ottaviano

## Controversie giudiziarie
Franco Ambrosio è stato coinvolto nell'indagine per la tangente Enimont.
Grande amico di Paolo Cirino Pomicino, fu ingiustamente coinvolto in un'inchiesta sugli intrecci tra organizzazioni criminali della Campania, esponenti politici e mondo dell'imprenditoria in relazione a presunte truffe alla AIMA: la sua posizione, infatti, venne archiviata.
Un altro processo, in cui era imputato per associazione a delinquere e bancarotta fraudolenta, venne estinto in appello.